# Klášter Noravank
Noravank (arménsky: Նորավանք) je klášter z 12. století, jenž se nachází nedaleko arménského města Jeghegnadzor. Založil ho roku 1105 biskup Hovhannes, bývalý opat kláštera Vahanavank, ležícího poblíž dnešního města Kapan. Proto také získal název "Noravank", což lze přeložit jako "nový klášter". Je pozoruhodně zakomponován do krajiny, přímo proti němu ční vysoké strmé útesy.
Nejznámější je v tomto klášteře dvoupatrový kostel Surb Astvatsatsin (Svatá Matka Boží), do jehož druhého patra lze vstoupit po úzkém kamenném schodišti vyčnívajícím z fasády budovy.
Klášter je někdy nazýván Noravank v Amaghu, přičemž Amaghu je název malé a dnes opuštěné vesnice nad kaňonem. Přízvisko získal, aby se odlišil od kláštera Bgheno-Noravank poblíž Gorisu.
Ve 13.–14. století se klášter stal rezidencí sjunických biskupů, proto významným náboženským a později kulturním centrem Arménie úzce spojeným s proslulou univerzitou a knihovnou v Gladzoru. Klášter byl též sídlem orbelských knížat. V době největší slávy v něm působil malíř a sochař Momik. Ten zde vytvořil řadu chačkarů. Navrhl také největší stavbu v komplexu, kostel Surb Astvatsatsin, dokončený v roce 1339. Někdy je nazýván též Burtelashen (Burtelova stavba) na počest prince Burtela Orbeliana, který jeho výstavbu financoval a je v něm pohřben.
Druhým kostelem v areálu je Surb Karapet, postavený v letech 1216–1227 na základě výnosu knížete Liparita Orbeliana. V roce 1340 byl kostel poškozen zemětřesením, jež zničilo jeho kupoli. V roce 1361 ji zrekonstruoval architekt Siranes. Pevnostní zdi obklopující komplex byly postaveny v 17.–18. století.